# 2333 Porthan
2333 Porthan eller 1943 EP är en asteroid i huvudbältet som upptäcktes den 3 mars 1943 av den finske astronomen Yrjö Väisälä vid Storheikkilä observatorium. Den är uppkallad efter Henrik Gabriel Porthan.
Asteroiden har en diameter på ungefär 23 kilometer och den tillhör asteroidgruppen Adeona.